# پرسش پژوهش
پرسش پژوهش یا سؤال تحقیق، چیزی است که یک پژوهش می‌کوشد به آن پاسخ می‌دهد. از نقطه نظر روش شناختی، پرسش بخشی از پژوهش علمی در علوم طبیعی و اجتماعی است. پاسخ به هر سؤال به حل «مسئله تحقیق» کمک می‌کند. مسئله تحقیق مشکلی است که «خوانندگان فکر می‌کنند ارزش حل کردن» را دارد.

## بررسی اجمالی
مشخص کردن مسئله تحقیق یکی از اولین گام‌های روش شناختی است که محقق باید هنگام انجام تحقیق انجام دهد. سؤال پژوهش باید دقیق و به روشنی تعریف شود.
انتخاب یک سؤال پژوهشی، عنصر اصلی در تحقیقات کمّی و کیفی است و در بعضی موارد ممکن است پیش از ساختن چارچوب مفهومی مطالعات، مطرح شود. در همه موارد، پرسش پژوهش مفروضات نظری را در چارچوب صریح تر بیان می‌کند، یعنی نشان می‌دهد که محقق می‌خواهد بیشتر و بیشتر بداند.
دانش آموز یا محقق سپس تحقیقات لازم را برای پاسخ به سؤال تحقیق انجام می‌دهد، که ممکن است شامل خواندن منابع ثانویه برای چند روز یا انجام یک تحقیق اولیه برای پروژه‌های بزرگ باشد.
هنگامی که تحقیق کامل است و محقق پاسخ (احتمالی) سؤال تحقیق را می‌داند، نوشتن می‌تواند شروع شود (این نوشتن متمایز از نوشتن یادداشت هادر طی مراحل تحقیق است).

## انواع و هدف
سؤال تحقیق دو هدف دارد:
1. این تعیین می‌کند که کجا و چه نوع هدفهایی را نویسنده می‌خواهد دنبال کند.[۲]
2. اهداف خاصی را که مطالعه یا مقاله مورد نظر دارد، شناسایی می‌کند.

بنابراین، نویسنده ابتدا باید ابتدا نوع مطالعه (کیفی، کمی یا ترکیبی) را قبل از این که سؤال تحقیق توسعه یابد شناسایی کند.

### مطالعه کیفی
یک مطالعه کیفی به دنبال یادگیری علت یا چگونگی یک پدیده است، بنابراین تحقیق نویسنده باید در راستای تعیین چرایی و چگونگی موضوع پژوهش انجام شود؛ بنابراین، هنگامی که یک سؤال تحقیقاتی برای یک مطالعه کیفی نوشته می‌شود، نویسنده باید از یک یا چند سؤال در مورد موضوع سؤال کند. به عنوان مثال: چگونه شرکت موفق به بازاریابی محصول جدید خود شد؟ منابع مورد نیاز برای تحقیق کیفی معمولاً شامل متون چاپی و اینترنتی (کلمات نوشته شده)، رسانه‌های صوتی و تصویری هستند.

### مطالعه کمی
یک مطالعه کمی به دنبال یادگیری مکان یا زمان است، بنابراین تحقیق باید در تعیین جا یا زمانی که مرتبط با موضوع تحقیق است، هدایت شود؛ بنابراین، هنگامی که یک سؤال تحقیقاتی برای یک مطالعه کمی ایجاد می‌شود، نویسنده باید از «کجا» یا «چه زمانی» در مورد موضوع سؤال کند. به عنوان مثال: کجا باید شرکت محصول جدید خود را به بازار عرضه کند؟